# Imaginations from the Other Side
| Recensione | Giudizio |
| ---------- | -------- |
| All Music  |          |
| Rock Hard  |          |

Imaginations From the Other Side è il quinto album registrato in studio dei Blind Guardian pubblicato dalla Virgin Records nel 1995.

## Il disco
È un album molto più complesso dei precedenti, più melodico e moderno, con un sound estremamente "corposo" reso tale dall'utilizzo del sintetizzatore. Questa scelta provocò molti dissensi tra i fan più datati, ma portò molti giovani fans ad interessarsi a questo gruppo ormai sulla cresta dell'onda. Molti fan lo ritengono uno dei loro album meglio riusciti.
Il tema portante dell'album è l'attrazione per il fantastico; la title track, Imaginations From the Other Side introduce l'ascoltatore in un mondo di magia e fantasia parlando della "traversata del pensiero" verso l'immaginazione. La maggior parte delle tracce è comunque ispirata al Ciclo bretone così come è stato raccontanto da Terence Hanbury White nel suo romanzo Re In Eterno (The Once And Future King).
Dal disco sono stati estratti i singoli A Past and Future Secret, Mr. Sandman e Bright Eyes (solo in Giappone).
I disegni di copertina sono di Andreas Marschall.
Nel 2020 i Blind Guardian annunciano il contest Imaginations Song Contest per celebrare il 25º anniversario dell'uscita di Imaginations from the Other Side, vinto dagli italiani Stranger Vision con la cover di Bright Eyes.

## Testi
- Imaginations from the Other Side contiene riferimenti a Il mago di Oz, Peter Pan, Il Signore degli Anelli, Alice nel Paese delle Meraviglie, La spada nella roccia, Le cronache di Narnia e i romanzi con il personaggio di Corum di Michael Moorcock.
- I'm Alive parla del Ciclo di Death Gate.
- A Past and Future Secret Merlino parla della morte di Artù e del suo futuro ritorno.
- The Script for My Requiem parla di Lancillotto alla ricerca del Sacro Graal.
- Mordred's Song parla del personaggio Mordred e della sua travagliata esistenza.
- Born in a Mourning Hall critica il sistema di dominio attuato in modo subdolo dalla società odierna.
- Bright Eyes parla ancora di Mordred e il suo odio nei confronti dei genitori Artù e Morgana.
- Another Holy War parla degli ultimi giorni di Gesù Cristo.
- And the Story Ends fa riferimento a La storia infinita.

## Tracce
Testi e musiche di Hansi Kürsch e André Olbrich.
1. Imaginations from the Other Side – 7:18
2. I'm Alive – 5:29
3. A Past and Future Secret – 3:47
4. The Script for My Requiem – 6:08
5. Mordred's Song – 5:27
6. Born in a Mourning Hall – 5:12
7. Bright Eyes – 5:15
8. Another Holy War – 4:31
9. And the Story Ends – 5:59

Bonus track della versione giapponese
1. The Wizard (Uriah Heep cover) – 3:17
2. The Script for My Requiem (Demo Version) – 7:01

Bonus track della versione limitata giapponese
1. I'm Alive (Demo Version) – 5:20
2. Imaginations from the Other Side (Demo Version) – 7:03
3. A Past and Future Secret (Demo Version) – 3:38
4. The Script for My Requiem (Demo Version) – 7:01

Bonus track della ripubblicazione del 2007
1. A Past and Future Secret (Demo Version) – 3:38
2. Imaginations from the Other Side (Demo Version) – 7:03
3. The Script for My Requiem (Demo Version) – 7:01
4. Bright Eyes (Video)
5. Born in a Mourning Hall (Video)

## Formazione
- Hansi Kürsch - voce principale e basso
- André Olbrich - chitarra
- Marcus Siepen - chitarra
- Thomas Stauch - batteria

## Ospiti
- Mathias Wiesner - effetti
- Jacob Moth - chitarra acustica in A Past and Future Secret
- Billy King - voce addizionale
- "Hacky" Hackmann - voce addizionale
- Rolf Köhler - voce addizionale
- Piet Sielck - voce addizionale
- Ronnie Atkins - voce addizionale